# Leridanismo

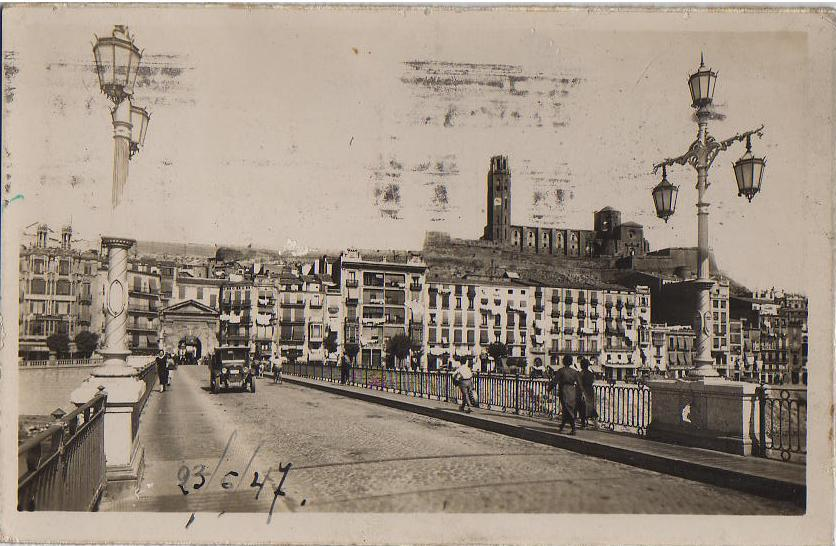
Lérida en 1947.

El leridanismo fue un movimiento cultural e ideológico surgido en la Lérida de la posguerra entre simpatizantes del nuevo régimen franquista. 
Los leridanistas promovían una visión romántica e idealizada de la ciudad, defendían la provincia de Lérida como concepto identitario (relativizando su catalanidad) y exaltaban algunos elementos del folclore local. Durante las primeras décadas de la dictadura gozaron de una gran influencia política y social en Lérida.

## Características
Los leridanistas no se oponían al desarrollo de algunas expresiones culturales típicamente catalanas (como por ejemplo los Juegos Florales), siempre y cuando se adaptaran y fueran plenamente compatibles con los postulados centralistas y uniformadores del régimen franquista. De hecho, éstas fueron las únicas muestras de cultura autóctona que se permitieron durante los primeros años de dictadura.
Entre otras actividades, los leridanistas se interesaron por el encaje de Lérida en Cataluña y su relación con las provincias cercanas, fomentaron entre la población el recelo a Barcelona advirtiendo del peligro fagocitador de la capital y terminaron defendiendo una visión totalmente localista de la provincia, pero que sin embargo nunca se contradecía con su pertenencia a España. La leridanidad era, según ellos, la manera con la que los ilerdenses expresaban su españolidad.
El leridanismo, como suerte de «ideología oficial» del régimen en Lérida, se valió de números medios para difundir sus ideales: organizaciones sociales, publicaciones, diarios, acontecimientos culturales y folclóricos, etc.

"Lérida no es catalana en grado máximo. En realidad incluso nuestra propia habla no es más que una especie de dialecto situado entre el castellano y el catalán".

Eduardo Aunós (1948)

Cabe destacar que, pese a que ciertamente los leridanistas solían remarcar las diferencias entre el “leridano” y el catalán hablado en el resto de Cataluña, no terminó de germinar un movimiento secesionista lingüístico.

## El Caliu Ilerdenc

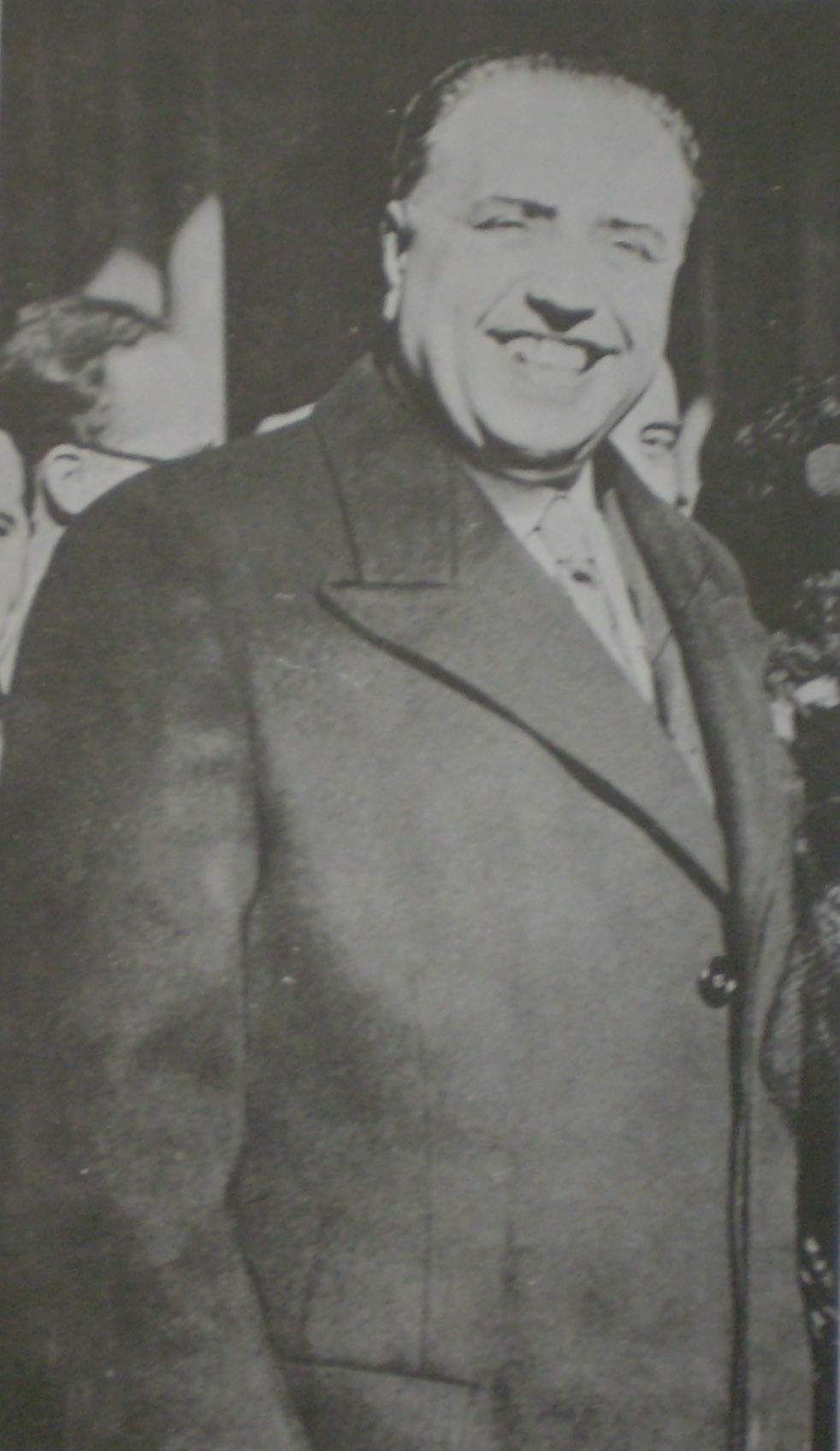
Eduardo Aunós, uno de los principales exponentes del leridanismo.

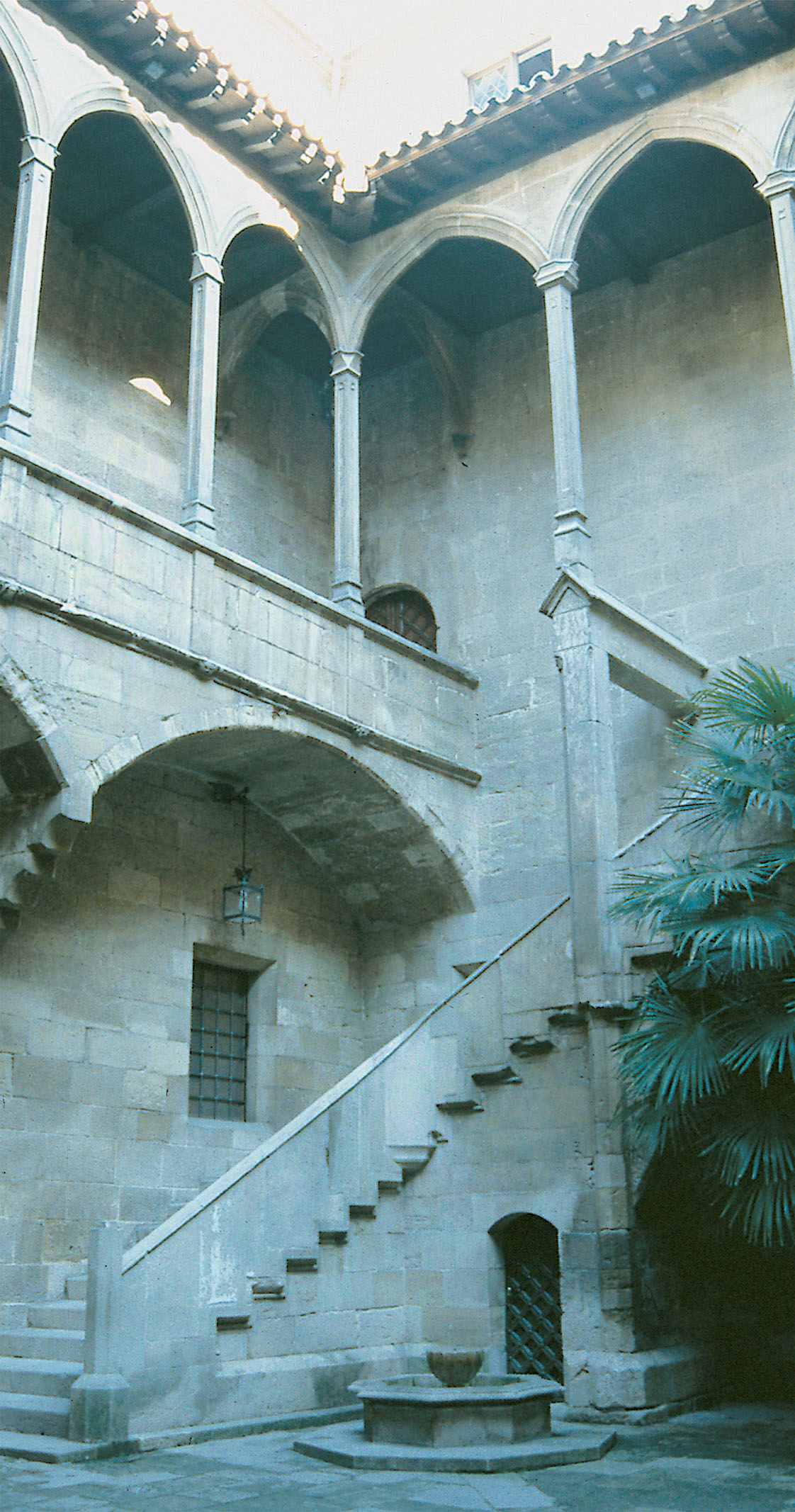
El antiguo Hospital de Santa María, sede del Instituto de Estudios Ilerdenses.

Terminada la Guerra Civil, la dictadura franquista supuso para Lérida, al igual que para el resto de ciudades de Cataluña, la prohibición de todas las muestras públicas de cultura catalana y la imposición de la simbología y fundamentos ideológicos del Movimiento Nacional.
En este marco se fundó el 24 de julio de 1941 el Caliu Ilerdenc, un elitista club gastronómico y literario de la capital ilerdense que tuvo una gran influencia política en la ciudad durante los primeros años de la dictadura. La mayoría de sus miembros eran leridanos provenientes de la derecha católica moderada y de la Lliga Regionalista. Uno de sus principales impulsores fue Eduardo Aunós, que llegaría a ser Ministro de Justicia del régimen franquista. Al Caliu se le atribuyó la capacidad de decidir quién ocupaba los cargos públicos más relevantes de la provincia (entre ellos la alcaldía de la capital o la presidencia de la diputación). Como ejemplo, la práctica totalidad de alcaldes de Lérida durante la dictadura fueron miembros de la asociación: Ramón Areny (alcalde de 1939 hasta 1941), Juan José Arnaldo Tárrega (1941-1943), Víctor Hellín Sol (1943-1952), Blas Mola Pintó (1952-1957), Casimiro Sangenís (1967-1974) y Miquel Montaña (1974-1976).
La influencia de los leridanistas del Caliu Ilerdenc se volvió a hacer patente en 1942, cuando la Diputación de Lérida, presidida entonces por José María de Porcioles, creó el Instituto de Estudios Ilerdenses (IEI), una institución destinada a promover y exaltar la cultura leridana, contraponiéndola a menudo al concepto unitario de cultura catalana defendido, entre otros, por el Instituto de Estudios Catalanes.
A pesar de esto, el poder político del Caliu Ilerdenc declinaría a partir de 1956, con el nombramiento de Alberto Fernández Galar como gobernador civil de Lérida.
A día de hoy todavía existe la asociación Caliu Ilerdenc, formada por 44 miembros (2007) de diversas ideologías. Entre otras actividades reparte premios de carácter cultural.

## Lérida separada de Cataluña
Los leridanistas solían relativizar la catalanidad de Lérida basándose en una serie de supuestos hechos diferenciales que la alejaban del resto de Cataluña y la colocaban a medio camino con Aragón. De hecho, algunos autores afirmaban que por razones económicas en la actualidad la provincia tenían más vínculos con las tierras aragonesas que con Cataluña.
En esta línea se publicó en 1963 Lérida entre Aragón y Cataluña, en la geografía y en la historia la obra cumbre del leridanismo, escrita por Antonio Hernández Palmés, miembro numerario del IEI. La conclusión de esta obra constituye un compendio de todo el movimiento leridanista:

"A la vista de los antecedentes y fundamentos de todo orden, anteriormente expuestos, es forzoso llegar a la conclusión de que Lérida no es catalana ni aragonesa. Lérida es leridana."

Antonio Hernández Palmés, Lérida entre Aragón y Cataluña, en la geografía y en la historia (1963)

El régimen franquista estudió crear una región basada en el valle del Ebro.

En noviembre de 1966 la prensa nacional se hacía eco de un proyecto de reorganización territorial impulsado por el Consejo Económico Sindical Nacional que usaba como criterio básico las cuencas fluviales. El borrador presentado, incluía un mapa en el que aparecía una “Región del Valle del Ebro”, con capital en Zaragoza, que incluía las tres provincias aragonesas, Navarra, La Rioja, Álava y Lérida. Pocas semanas después se conoció que el Ministerio de Educación había aprobado dos libros de texto de bachillerato que incluían un mapa de España en donde volvía a aparecer la "Región del Valle del Ebro" con la provincia de Lérida dentro de ella, separada de las tres otras provincias catalanas, las cuales formaban la "Región Nordeste" o la "Cataluña Marítima".
Durante los siguientes meses la prensa local planteó el "debate" sobre si Lérida era catalana o aragonesa, y pese a que algunos leridanistas apoyaron la medida escudándose en razones supuestamente pragmáticas, los planes gubernamentales suscitaron el rechazo de buena parte de la sociedad leridana, que se movilizó para evitar que la provincia fuera segregada de Cataluña y anexionada a esta nueva región. Así, el 1 de diciembre de 1966 la Diputación de Lérida emitió un comunicado calificando de «falso rumor» la segregación y afirmando que la catalanidad de Lérida era «indiscutible» e «incontrovertible». Editoriales de diarios como La Vanguardia, El Correo Catalán o Ya también se mostraron desfavorables a la segregación de la provincia de Lérida.
La principal reacción vino por parte del Club Deportivo Huracanes, que logró reunir 6.000 firmas para rogar al propio Franco que detuviera el proyecto. La iniciativa no sólo fue apoyada en la ciudad de Lérida sino también Alcarrás, Artesa de Lérida, Balaguer o Seo de Urgel. Por otra parte, en la ciudad y en pueblos cercanos aparecieron unos panfletos en los que se denunciaba el «centralismo absolutista del gobierno español» por su intento de destruir la unidad de Cataluña. Estos iban firmados por una tal "Organización Nacional de Liberación de Cataluña", de la que no se supo nada y que seguramente se trató de un nombre inventado ad hoc para dotar de autoría al documento e incrementar su efecto movilizador en la población.
Para el desfile de la Fiesta del Agua de Almacellas del 2 de marzo de 1967 un grupo de personas montó una carroza que denunciaba el proyecto de segregación y reivindicativa la catalanidad de las comarcas leridanas. El ayuntamiento de la localidad impidió la salida de la carroza, pero pocos días después, durante el desfile de la Fiesta Mayor de Lérida, un miembro del Club Deportivo Sícoris logró que paseara la carroza por las calles de la ciudad, bajo gritos de «Visca Catalunya!» de la ciudadanía congregada.
Desde Barcelona, el Centro Comarcal Leridano organizó una serie de conferencias denunciando el proyecto y defendiendo la catalanidad de Lérida. Autores de la capital como Ramon Trias Fargas, Antoni Badia o Joan Corominas denunciaron que el proyecto de regionalización no seguía, en realidad, criterios económicos o geográficos.
No hubo ninguna contestación oficial a las protestas catalanas, pero el proyecto de reorganización territorial no llegó a prosperar y se confirmó la pertenencia de Lérida a la región integrada por las provincias de Barcelona, Gerona y Tarragona. Los libros de texto fueron retirados del mercado, pese a que sus editores se defendieron afirmando que el mapa sólo pretendía mostrar los límites de una realidad natural como es el valle del Ebro.

## El fin del leridanismo
A lo largo de la década de los 60 el leridanismo oficial comenzaría a ser seriamente respondido con la aparición de numerosas asociaciones culturales y de ocio como el Orfeó Lleidatà, la Juventud Obrera Cristiana o los clubes deportivos Sícoris y Huracans, que sin poder desmarcarse de los principios elementales del régimen franquista ofrecían una visión abiertamente catalana.
A su vez, Josep Lladonosa, el principal historiador leridano del siglo XX, publicó tres volúmenes en los que se defendía la catalanidad de Lérida por motivos históricos: La ciutat de Lleida (1955 y 1959) y Lleida, problema i realitat (1967).
El final del franquismo, la reinstauración de la democracia y la consolidación de la autonomía catalana condujeron a la práctica desaparición del leridanismo.